# Бегельдинов, Талгат Якубекович
Талга́т Якубе́кович Бегельди́нов (каз. Талғат Жақыпбекұлы Бигелдинов; 5 августа 1922, Майбалык, Коргалжынский район, Акмолинская область — 10 ноября 2014, Алма-Ата) — советский лётчик-штурмовик, дважды Герой Советского Союза (1944, 1945), участник Парада Победы на Красной площади 24 июня 1945 года. Имел воинские звания полковника в СССР (1975) и генерал-майора в Казахстане (1992).

## Биография
Талгат Бегельдинов родился 5 августа 1922 года в Майбалык, Коргалжынский район, Акмолинской области в составе Каз АССР). Происходит из рода Куандык-Агыс племени аргын.
Детство Талгат Бегельдинов провёл в г. Фрунзе (Пишпек до 1926 года).
Родители были казахские крестьяне. Родная мать Хадия. Родного отца Талгата Бегельдинова звали Тусупбек, но воспитывался он с 6-летнего возраста в бездетной семье младшего брата отца Якубека, куда его по существовавшей казахской традиции отдали, после чего он переехал в город Пишпек. Родных родителей Талгата не стало рано. Семья жила очень тяжело.
В 1938 году Талгат поступает в аэроклуб в городе Фрунзе.
В 1940 году зачислен в Красную Армию и поступил в Балашовскую военную авиационную школу пилотов (западнее Саратова), затем переведён в Чкаловское военное авиационное училище (город Оренбург), которое окончил в 1942 году.
На фронтах Великой Отечественной войны с января 1943 года. В том же году вступил в ВКП(б)/КПСС. Сражался на самолёте Ил-2. Летал в эскадрилье Героя Советского Союза С. П. Пошивальникова.
Вскоре стал его заместителем.
26 октября 1944 года гвардии старшему лейтенанту Бегельдинову Талгату Якубековичу за отвагу и боевое мастерство, проявленные при освобождении городов Знаменка, Кировоград, за лично сбитые в воздушных боях 4 вражеских самолёта присвоено звание Героя Советского Союза.
Осенью 1944 года гвардии капитан Бегельдинов — командир эскадрильи 144-го гвардейского штурмового авиационного полка (9-я гвардейская штурмовая авиационная дивизия, 1-й гвардейский штурмовой авиационный корпус, 2-я воздушная армия, 1-й Украинский фронт).
Участник Парада Победы 24 июня 1945 года.
Второй медали «Золотая Звезда» гвардии капитан Бегельдинов Талгат Якубекович удостоен 27 июня 1945 года за умелое руководство эскадрильей и боевые подвиги при штурмовке скопления войск и техники противника в боях за города Краков, Оппельн (ныне Ополе), Катовице, Бреслау (ныне Вроцлав) и Берлин.
За два года войны Т. Я. Бегельдинов совершил 305 боевых вылетов на штурмовку наземных войск противника, в воздушных боях сбил лично 5 (четыре Мессершмитт Bf 109 и один Юнкерс Ju 87) и в составе группы 2 самолёта противника, на земле уничтожил большое количество живой силы и техники.
После войны продолжал службу в Военно-Воздушных силах СССР. В 1950 году окончил Военно-воздушную академию. Служил в строевых частях ВВС на территории Украинской ССР, затем был начальником штаба Краснодарской высшей офицерской школы штурманов ВВС. В 1956 году уволен в отставку по состоянию здоровья.
С 1957 по 1970 год — на работе в гражданской авиации. Работал заместителем председателя управления Гражданской авиации Казахской ССР. Руководил работой по созданию взлетно-посадочных полос в Алма-Ате, Актобе, Караганде, Костанае, Жамбыле, Усть-Каменогорске и других областных центрах. В 1968 году Талгат Бегельдинов заочно окончил Московский инженерно-строительный институт, после чего работал на руководящих должностях в системе Госстроя Казахской ССР.
Депутат Верховного Совета СССР 2-3-го и 12-го созывов (в 1946—1954 и 1989—1991 годах).
Являлся президентом Международного благотворительного фонда, оказывающего помощь инвалидам Великой Отечественной войны и детям-сиротам. Проживал в Алма-Ате.
Почётный курсант Оренбургского высшего военно-авиационного училища лётчиков имени Полбина.
С 11 июля 2014 года, после смерти Тоганбая Каумбаева, являлся единственным казахом из живущих участников Великой Отечественной войны — обладателем звания Героя Советского Союза .
С 31 августа 2012 года, после смерти маршала авиации Александра Ефимова, являлся единственным живым дважды Героем Советского Союза, получившим «Золотые Звёзды» за подвиги во время Великой Отечественной войны и единственным живым дважды Героем Советского Союза, не являвшимся космонавтом. Умер 10 ноября 2014 года, похоронен на кладбище «Кенсай-1» в Алма-Ате.

## Память
- 9 мая 2000 года был открыт бюст дважды Героя Советского Союза Талгата Бегельдинова на Аллее Славы города Кокшетау.
- Бронзовый бюст дважды Героя Советского Союза Т. Я. Бегельдинова установлен в городе Фрунзе (ныне Бишкек)[16].
- 8 мая 2021 года в г. Нур-Султан открыт памятник Талгату Бегельдинову по проспекту Сарыарка на углу улицы его имени.[17]
- В Актобе Военный институт Сил воздушной обороны (ранее АВВАУ) носит имя дважды Героя Советского Союза Т. Я. Бегельдинова.[18]
- В Караганде Республиканская военная школа-интернат носит имя дважды Героя Советского Союза Т. Я. Бегельдинова.
- В Алма-Ате открыта мемориальная доска на доме, где Герой жил в последние годы.
- В декабре 2015 года бронзовый бюст, копии личных документов, фотографии, а также портрет Т. Я. Бегельдинова переданы в дар Центральному музею Великой Отечественной войны в Москве[19][20].

- В 2022 году Банк Казахстана выпустил памятную монету 100 тенге.
- В 2022 году Казпочта выпустила почтовую марку, посвященную к 100-летию со дня рождения Талгата Бегельдинова (см.на фото выше).

## Награды
СССР
- Медаль «Золотая Звезда» (СССР) Героя Советского Союза № 4619- (26.10.1944)
- Медаль «Золотая Звезда» (СССР) Героя Советского Союза № 6554- (27.06.1945)
- Орден Ленина (1944)
- Два ордена Красного Знамени (1943, 1944)
- Орден Александра Невского (1944)
- Два ордена Отечественной войны I степени (1944, 1985)
- Орден Отечественной войны II степени (1943)
- Орден Красной Звезды
- орден Славы III степени (1943)
- Ряд медалей СССР

Казахская ССР
- Президиум Верховного Совета Казахской ССР указом от 18 октября 1958 года наградил Бегельдинова почётной грамотой «За достойное, высококачественное выполнение правительственного задания по строительству взлётно-посадочной полосы Алматинского аэропорта»

Казахстан
- Орден Отан (2007)[21]
- Орден «Данк» I степени
- Медаль «10 лет Астане» (2008)

Украина
- Орден «За заслуги» ІІІ степени (5 мая 2010 года) — по случаю 65-й годовщины Победы в Великой Отечественной войне 1941—1945 годов, за проявленное личное мужество и героизм в освобождении Украины от фашистских захватчиков[22]

## Семья
- Дети — сыновья Талгат, Марат, дочери Райхан, Галина, Ира.
- Жены: 1) Бегельдинова Сания, 2) Бегельдинова Татьяна, 3) Бегельдинова Дамелия, 4) Бегельдинова Орындыбике.[23]

## Сочинения
- «Илы атакуют» — Алма-Ата: Казахстан, 1966.
- «Пике в бессмертие» — Алма-Ата: Жазушы, 2000. — ISBN 5-605-01716-0
- «305 рейдов» — Фрунзе, 1966.

### Фильмы о Талгате Бегельдинове
- 1979 — «Высокое небо Талгата» — киностудия «Казахфильм».
- 1985 — «Победы звёздный час» — киностудия «Казахфильм».
- 2014 — «Подняться в воздух» — РОО «Совет генералов».